# Belle Boyd
Pour les articles homonymes, voir Boyd.
Isabella Marie Boyd  née à Martinsburg le 4 mai 1844  et morte à Wisconsin Dells le 11 juin 1900, plus connue sous le nom de Belle Boyd, est une espionne confédérée durant la guerre de Sécession. Elle opérait depuis l'hôtel de sa tante en Virginie et fournit un certain nombre d'informations valables au général de l'armée confédérée Stonewall Jackson en 1862.

## Biographie
Sa carrière dans l'espionnage débute par hasard. D'après le récit qu'elle en fait en 1866, un groupe de soldats de l'armée de l'Union fait irruption dans sa maison de Martinsburg le 4 juillet 1861, dans l'intention d'y faire flotter le drapeau des États-Unis. L'un d'eux bouscule sa mère. S'emparant d'un pistolet, Belle le tue. Elle avait alors 17 ans. Une commission d'enquête la disculpe, mais des sentinelles sont postées autour de la maison, et des officiers font surveiller toutes ses activités. Elle profite de cette familiarité forcée pour faire du charme à l'un des officiers, le capitaine Daniel Kelly, qui lui révèle des secrets militaires. Elle fait parvenir les informations obtenues à l'armée confédérée par l'intermédiaire de son esclave, Eliza Hopewell.
En 1862, elle est arrêtée puis relâchée à plusieurs reprises, et reçoit la Southern Cross of Honor (en) pour ses contributions.
En 1864, elle tente de partir en Angleterre, à bord du vapeur Britannique Greyhound, capturé le 10 mai par l'USS Connecticut et est envoyée au Canada où elle rencontre et épouse un officier de la marine de l'Union, Samuel Wylde Hardinge, qui meurt peu après la fin de la guerre. Après la guerre, en 1865, elle devient actrice en Angleterre, avant de retourner vivre aux États-Unis. En 1869, elle épouse John Swainston Hammond, dont elle divorce en 1884, puis épouse Nathaniel Rue High en 1885. Une année plus tard, elle commence une tournée de lectures de sa vie d'espionne. Elle meurt d'une attaque cardiaque au cours d'une de ces tournées, à l'âge de 56 ans.